# Hinojosas de Calatrava
Hinojosas de Calatrava è un comune spagnolo di 499 abitanti situato nella comunità autonoma di Castiglia-La Mancia.